# 야마타이국
야마타이국(일본어: 邪馬台国 야마타이코쿠[*])은 『삼국지(三國志)』 「위지 왜인전」과 『삼국사기(三國史記)』에 등장하는 일본의 고대 군장국가이다. 《삼국사기》에는 173년(아달라 이사금 20년)에 그 왕인 히미코가 사신을 보냈다고 기록되어 있으며, 3세기의 삼국지에도 야마타이국과 관련된 내용이 실려있다. 야마타이국의 현 위치는 긴키 지방 혹은 규슈 일대라고 하나 확실하지 않다.
삼국지에는 239년 히미코가 사신을 보냈다고 기록되어 있으며, 만요슈나 일본서기 등에서는 쓰시마국･이키국･마츠우시로국 등을 지배했다는 기록이 실려있다.

## 인구

### 원문
南至邪馬壹國. 女王之所都. 水行十日, 陸行一月. 官有伊支馬, 次曰彌馬升, 次曰彌馬獲支, 次曰奴佳鞮. 可七萬餘戶.

남쪽으로는 야마이치고쿠(邪馬壹局)에 도착한다. 여왕(女王)의 도(都)이다. 물길로 10일 거리를 가고 육지로 1달 거리를 가면 이른다.  관(官)을 이키마(伊支馬:이지마)라 하고, 차관(次官)을 미마스(彌馬升/미마승)이라 하며, 그 다음을 미마가키(彌馬獲支/미마호지)라 하고, 그 다음을 나카데(奴佳鞮/노가제)라 한다. 칠만 호 정도가 있다.

## 같이 보기
- 나라
  - 야마토 왕권
  - 쿠나국(狗奴国)
- 사건
  - 왜국대란(倭国大乱)
- 시대
  - 고훈 시대
- 유적
  - 아키츠 유적(秋津遺跡)
  - 마키무쿠 유적(纒向遺跡)
  - 마키무쿠형 전방후원분(纒向型前方後円墳)
  - 요시노가리 유적
  - 전방후원분체제(前方後円墳体制)
- 인물
  - 도요
  - 일본 천황
    - 진구 황후

  - 호족
- 학설
  - 규슈왕조설